# Chorvátsky Grob
Chorvátsky Grob (Hongaars: Horvátgurab; Kroatisch: Hrvatski Grob) is een gemeente in het westen van Slowakije, behorend tot het district Senec en de regio Bratislava. Chorvátsky Grob telt 1787 inwoners.
Chorvátsky betekent "Kroatisch". Dit verwijst naar de Kroaten die sinds 1552 in dit gebied leven. Zij vluchtten tijdens de Ottomaanse Oorlogen vanuit het gebied tussen Sisak en Kostajnica hierheen.